# Nazionale maschile di beach soccer della Russia
La nazionale di beach soccer della Russia (Сборная России по пляжному футболу) rappresenta la Russia nelle competizioni internazionali di beach soccer ed è controllata dalla Federazione calcistica russa. Nel 2011 è divenuta campione del mondo battendo il Brasile per 12-8 nello Stadio del Mare, a Marina di Ravenna. Ha difeso con successo il titolo due anni dopo a Tahiti. Nel 2015 vince l'edizione inaugurale dei giochi europei, svoltasi a Baku, Azerbaigian.

## Titoli
- Campionato mondiale di beach soccer: 3

2011, 2013, 2021
- Euro Beach Soccer League: 5

2009, 2011, 2013, 2014, 2017
- Giochi europei: 1

2015

## Squadra attuale
I seguenti giocatori e membri dello staff sono stati convocati per il Campionato mondiale di beach soccer 2019
| N. |                   | Ruolo | Calciatore          |
| -- | ----------------- | ----- | ------------------- |
| 1  | Russia (bandiera) | P     | Maxim Chuzhkov      |
| 2  | Russia (bandiera) | D     | Andrei Novikov      |
| 3  | Russia (bandiera) | A     | Krill Romanov       |
| 4  | Russia (bandiera) | A     | Alexey Makarov      |
| 5  | Russia (bandiera) | D     | Yury Krasheninnikov |
| 6  | Russia (bandiera) | A     | Dmitry Shishin      |

| N. |                   | Ruolo | Calciatore       |
| -- | ----------------- | ----- | ---------------- |
| 7  | Russia (bandiera) | D     | Anton Shkarin    |
| 8  | Russia (bandiera) | A     | Ostap Fedorov    |
| 9  | Russia (bandiera) | A     | Boris Nikonorov  |
| 10 | Russia (bandiera) | D     | Artur Paporotnyi |
| 11 | Russia (bandiera) | A     | Fedor Zemskov    |
| 12 | Russia (bandiera) | P     | Pavel Bazhenov   |

Allenatore:  Mikhail Likhachev